# Ymir
Ymir (staronordijsko: [ˈymez̠]), imenovan tudi Aurgelmir, Brimir ali Bláinn, je v nordijski mitologiji prednik vseh jötnar. Ymir je omenjen v Poetični Eddi, ki je bila sestavljena v 13. stoletju na podlagi starejšega tradicionalnega gradiva, v Prozni Eddi, ki jo je napisal Snorri Sturluson v 13. stoletju, in v poeziji skaldov. Več kitic iz štirih pesmi, zbranih v Poetični Eddi, govori o Ymirju kot o prvobitnem bitju, ki se je rodilo iz strupa, ki je kapljal iz ledenih rek, imenovanih Élivágar, in živelo v praznini (brezno brezdanje) Ginnungagap. Ymir je bilo dvospolno bitje, ki je iz svojih pazduh rodilo moškega in žensko, njegovi nogi pa sta skupaj rodili šestglavo bitje. Burijevi vnuki, bogovi Odin, Vili in Vé, so iz njegovega mesa ustvarili Zemljo (drugod poosebljeno kot boginja Jörd), iz njegove krvi ocean, iz njegovih kosti gore, iz njegovih las drevesa, iz njegovih možganov oblake, iz njegove lobanje nebesa, iz njegovih obrvi pa srednje kraljestvo, Midgard, v katerem živi človeštvo. Poleg tega je v enem od kitic zapisano, da so bogovi dali življenje škratom iz Ymirjevega mesa in krvi (ali Zemlje in morja).
V Prozni Eddi je predstavljena pripoved, ki sicer izhaja izhaja iz Poetične Edde, a jo dopolnjuje in se od nje razlikuje. Po Prozni Eddi je po nastanku Ymirja iz elementarnih kapljic taljenega se ivja nastala tudi Audumbla, prvobitna krava, s katere mlekom se je hranil Ymir. V Prozni Eddi piše tudi, da so Ymirja ubili trije bogovi; bratje Odin, Vili in Vé ter da je po Ymirjevi smrti njegova kri povzročila velikanski potop. Raziskovalci pogosto razpravljajo o tem, v kolikšni meri je Snorrijeva pripoved o Ymirju poskus sinteze koherentne pripovedi za namen Prozne Edde in v kolikšni meri je Snorri črpal iz tradicionalnega gradiva zunaj korpusa, ki ga navaja. Znanstveniki so na podlagi zgodovinskega jezikoslovja in primerjalne mitologije povezali Ymirja s Tuistom, pragermanskim bitjem, ki ga je Tacit opisal v svoji etnografiji Germania v 1. stoletju našega štetja, in ugotovili, da Ymir spominja na prvobitno bitje, rekonstruirano v praindoevropski mitologiji.

## Omembe

### Poetična Edda
Ymir je v Poetični Eddi omenjen v štirih pesmih: Völuspá (Bajanje vidke), Vafþrúðnismál (Pesem o Vafthrudnirju), Grímnismál (Pesem o Grimnirju) in Hyndluljóð. V pesmi Völuspá, v kateri nesmrtna vidka posreduje znanje bogu Odinu, je Ymir omenjen dvakrat. V prvem primeru, v tretji kitici pesmi, je Ymir omenjen z imenom:

| Bil je pračas, ko je bival Ymir: biló ni peska ne morja, ne slanih valov, ne zemlje pod nami, ne zgoraj neba, le brezno brezdanje brez trav. prevod B. Gjuda in S. Košaka(str.7) |

V zgornjem prevodu je ime lokacije Ginnungagap prevedeno kot »brezno brezdanje«. Kasneje v pesmi je še nekaj drugih sklicevanj na Ymirja kot Brimirja in Bláinna:

| In stopijo vsi sodniki k sodnemu stolu, bogovi presvetli k posvetovanju, kdo naj ustvari krdela škratov, iz krvi Brimirja in iz udov Bláina. prevod B. Gjuda in S. Košaka(str.10) |

V pesmi Vafþrúðnismál se (preoblečeni) bog Odin spopade z modrim jötunnom Vafthrudnirjem v igri razuma. Odin ga prosi, naj mu, če je Vafthrudnirjevo znanje zadostno, pove odgovore na različna vprašanja. V prvem, ki se nanaša na Ymirja, Odin vpraša, od kod sta najprej nastala Zemlja in nebo. Jötunn se odzove z opisom stvarjenja, v katerega je vključen Ymir:

| Iz Ymirjevega mesa nastala je zemlja, iz njegovih kosti hribi, nebo iz lobanje tega zmrznjega velikana, iz njegove krvi morję̑. Prirejeno po angleških prevodih B. Thorpa(str.14) in H.A. Bellowsa.(str.74) |

Ko se besedna bitka nadaljuje, se še nekaj izmenjav neposredno nanaša na Ymirja oz. ga morda omenja. Odin vpraša, kateri starodavni jötun je najstarejši od »Ymirjevega rodu«, in Vafthrudnir odgovori, da je bil to pred davnimi časi Bergelmir, ki je bil Thrudgelmirjev sin in Aurgelmirjev vnuk. V naslednji kitici Odin vpraša, od kod je pred davnimi časi prišel Aurgelmir, na kar mu Vafthrudnir odgovori, da je iz Élivágarja padel strup, ki je rasel, dokler ni nastal jötunn, iz tega bitja pa so se rodili drugi jötnarji. Na koncu Odin vpraša, kako je to bitje rodilo otroke, saj ni poznal ženskega jötunna, na kar mu Vafthrudnir odgovori, da sta izpod pazduh starodavnega jötunna skupaj zrasla deklica in deček, njegove noge pa so skupaj rodile šestglavega jötunna.(str.76–77)(str.44)(str.15–16)
V pesmi Grímnismál bog Odin (preoblečen v »Grímnirja«) mlademu Agnarru posreduje kozmološko znanje. V eni od kitic Odin omeni Ymirja, ko se spominja oblikovanja sveta iz njegovega telesa:

| Iz Ymirjevega mesa nastala je zemlja, iz njegove krvi morję̑, iz njegovih kosti hribi, iz njegovih las drevesa in rastline, iz njegove lobanje nebesa; in iz njegovih obrvi so bogovi ustvarili Midgard za človeške sinove; iz njegovih možganov pa so bili ustvarjeni težki oblaki. Prirejeno po angleških prevodih B. Thorpa(str.24-25) in H.A. Bellowsa.(str.100-101) |

V eni od kitic Völuspá hin skamma (v pesmi Hyndluljóð) je Ymir omenjen še enkrat. V skladu s kitico so vidke potomke Viðòlfra, vsi jasnovidci Vilmeiðra, vsi čarovniki Svarthöfðija, vsi jötnarji pa so potomci Ymirja.(str.229)(str.111)

### Prozna Edda
Ymir je omenjen v dveh knjigah Prozne Edde: Gylfaginning in Skáldskaparmál. V prvi omembi, v 5. poglavju Gylfaginninga, Visoki, Prav tako visoki in Tretji pripovedujejo Gangleriju (preoblečenemu mitskemu kralju Gylfiju) o tem, kako je vse nastalo. Trojica pojasni, da je prvo obstajal svet Muspell, žareča, ognjena južna pokrajina, kjer sta vladala ogenj in vročina, ki je bila nenaseljiva za neavtohtone prebivalce. »Več stoletij« kasneje je nastal Niflheimr, v katerem se nahaja izvir Hvergelmir, iz katerega teče enajst rek.(str.9–10)
Gangleri vse tri vpraša, kako je bilo pred človeštvom. Visoki nadaljuje, da so ledene reke, imenovane Élivágar, tekle tako daleč od svojega izvira, da je strupena snov, ki je tekla z njimi, postala trda »kot klinker iz peči« – spremenila se je v led. Ko se je led ustavil in prenehal teči, je para, ki se je dvignila iz strupa, šla v isto smer in zmrznila v ivje. To ivje se je po Ginnungagapu večalo, plast za plastjo.(str.10)
Prav tako visoki doda, da je bil severni del Ginnungagapa obložen z ledom in ivjem, od koder sta v notranjost prihajala para in veter. Vendar južni del Ginunngagapa je bil zaradi iskric in staljenih delcev, ki so leteli iz Muspella, jasen. Tretji oceni, da je »tako kot iz Niflheima prihajal mraz in vse mračno, tako, da je bilo tisto kar je bilo blizu Muspellu, vroče in svetlo, Ginunngagap pa je bil blag kot brezvetrno nebo«. Tretji doda, da se je ob srečanju ivja in vročega zraka to odtajalo in začelo kapljati. Ta tekočina je dobila obliko človeka, zato so ga poimenovali Ymir, med jötnarji znan kot Aurgelmir, izvor jötnnarjev. V podporo tema dvema imenoma Tretji navede po eno kitico iz Völuspá hin skamma in Vafþrúðnismál.(str.10)
Gangleri vpraša, kako so iz Ymirja rasle generacije, kako so nastala druga bitja in ali je Ymir veljal za boga. Visoki pravi, da Ymir nikakor ni veljal za boga, in pravi, da »je bil zloben kot vsi njegovi potomci«. Visoko razloži, da je Ymir prednik vseh jötnarjev (zlasti hrimthursarjev) in da pravijo, da se je Ymir, ko je spal, potil in iz njegove leve in desne roke sta zrasla moški in ženska, iz njegove leve noge je z desno nogo zrasel sin in iz njiju so se rodile generacije.(str.11)

Gangleri vpraša, kje je Ymir živel in kako se je preživljal. Visoki pojasni, da je iz kapljic nato nastala krava po imenu Audumbla. Iz njenih dojk so tekle štiri reke mleka in iz njih se je napajal Ymir. Gangleri vpraša, s čim se je krava hranila, in Visoki mu odgovori, da je lizala slane ivnate kamne. Prvi dan je Audumbla polizala ivnato kamenje, ki je tisti večer odkrilo moške lase. Drugi dan se je prikazala glava. Tretji dan je bil iz ledu odkrit človek. Temu človeku je bilo ime Búri, bil je velik, močan in lep na pogled. Buri je imel sina Borra, ki se je poročil z jötunn Bestlo, hčerko Bölthorna. Imela sta tri sinove: Odina, Vilija in Veja. Visoki doda, da »morajo biti Odin in njegova brata vladarji neba in zemlje; po našem mnenju se tako tudi imenuje. To je ime tistega, ki je največji in najslavnejši, kar jih poznamo, in prav bi bilo, da bi se strinjali, da ga tako imenujete tudi vi.«(str.11)
Visoki nadaljuje, da so Odin, Vili in Ve ubili Ymirja, iz njegovih ran pa je teklo toliko krvi, da so v njej utonili vsi jötnarji razen dveh, Bergelmirja, ki je na lúðrju s svojo (neimenovano) ženo preživel in ponovno naselil jötnarje.(str.11)
Gangleri vpraša, kaj, če Visoki, Prav tako visoki in Tretji verjamejo, da so trojica bogovi, kaj so ti trije storili potem. Visoki pove, da je trojica odnesla telo v sredino Ginnungagapa in iz njegovega mesa oblikovala Zemljo, iz njegove krvi morje in jezera, iz njegovih kosti skale ter melišča in kamenje iz njegovih zob, kočnikov in kosti. Prav tako visoki doda, da so iz njegovih ran ustvarili morje, ki obdaja Zemljo. Tretji pravi, da je trojica vzela njegovo lobanjo, jo postavila nad Zemljo in iz nje naredila nebo. Nebo so postavili nad zemljo, da bi ga držali, pa so na njegove štiri vogale postavili štiri škrate – Norðrija, Suðrija, Austrija in Vestrija. Trio je vzel staljene delce in iskre, ki so leteli iz Muspela, in »določil vse luči, nekatere na nebu, nekatere so se gibale pod nebom, vendar so jim določili položaje in jim odredili poti«. Tretji v podporo navede kitico iz Völuspe, ki pravi, da so po teh nebesnih lučeh šteli dneve in leta ter da kitica odraža, da kozmološka telesa pred stvarjenjem Zemlje niso poznala svojih mest.(str.12)
Gangleri pripomni, da je to, kar je pravkar slišal, izjemno, saj je gradnja ogromna in zelo spretno izdelana, ter se vpraša, kako so uredili Zemljo. Visoki odgovori, da je svet okrogel, okoli njega pa se razprostirajo morske globine. Ob obali so bogovi dali zemljo jötnarjem. Na notranji strani zemlje pa so iz Ymirjevih trepalnic naredili utrdbo proti sovražnosti jötnarjev. To utrdbo so poimenovali Midgard. Poleg tega so vzeli Ymirjeve možgane, jih vrgli v nebo in iz njih naredili oblake. V podkrepitev navede še dve kitici iz Völuspe.(str.12–13)
Kasneje v Gylfaginningu Visoki pojasni izvor škratov. Visoki pravi, da so se bogovi po izgradnji Asgarda zbrali na svojih prestolih in imeli posvetovanje. Tam so se »pogovarjali o tem, kje spodaj v zemlji so se kot črvi v mesu pojavili škratje. Škratje so najprej dobili obliko in življenje v Ymirjevem mesu, nato so bili črvi, po odločitvi bogov pa so postali zavestni in inteligentni ter so dobili obliko ljudi, čeprav živijo v zemlji in v skalah.« Nato so na voljo kitice iz Völuspe, sestavljene iz imen škratov, ki prikazujejo njihovo rodbino.(str.16–17)
V knjigi Skáldskaparmál so navedeni pesniški načini sklicevanja na nebo, od katerih so nekateri povezani s pripovedjo iz Gylfaginninga o Ymirju, med drugim »Ymirjeva lobanja« in »jötunnova lobanja«, »breme škratov« ali »čelada Vestrija in Austrija, Sudrija, Nordrija«. Na voljo je tudi del dela skalda Arnórra jarlaskálda iz 11. stoletja, v katerem se nebo imenuje »stara Ymirjeva lobanja«.(str.88) Kasneje so v Skáldskaparmálu navedeni pesniški izrazi za zemljo, vključno z »Ymirjevim mesom«, sledi pa poglavje s pesniškimi izrazi za »morje«, v katerem je del dela skalda Ormra Barreyjarskálda, kjer se morje imenuje »Ymirjeva kri«.(str.90) Obe imeni Aurgelmir in Ymir sta navedeni na seznamu jötnarjev v delu Nafnaþulurja v Skáldskaparmálu.(str.155–156)

## Teorije in interpretacije

### Izgubljeni viri
Ker Gylfaginning predstavlja kohezivno pripoved, ki citira kitice iz različnih pesmi iz Poetične Edde (kot je opisano zgoraj) in vsebuje edinstvene informacije brez navedenega vira (kot je Audumbla), so znanstveniki razpravljali o tem, v kolikšni meri je imel Snorri dostop do zunanjih virov, ki niso več ohranjeni, in v kolikšni meri je pripoved sintetiziral iz gradiva, do katerega je imel dostop.(str.276–277)(str.199)
Znanstvenik Gabriel Turville-Petre (1964) o tem pravi, da »po Snorrijevem besedilu pesmi na začetku ni bilo ničesar razen praznine, čeprav je po drugih besedilih že takrat obstajal velikan Ymir. Glede na to, kako naj bi se oblikoval Ymir (Aurgelmir), tako Snorri kot Vafþrúðnismál, lahko menimo, da je Snorri sledil boljši različici Vǫluspe«, glede Snorrijevega opisa kozmogeneze na splošno pa, da je »iz teh skic pesniških virov, iz katerih je večinoma črpal, razvidno, da je Snorri opisal več dogodkov, ki jim vsaj v ohranjenih oblikah ni mogoče slediti«. Turville-Petre navaja Snorrijevo poročilo o Audumbli kot najboljši primer in opozarja na indoevropske vzporednice (perzijske in vedske) ter semitsko vzporednico v egipčanski boginji Hator.(str.276–277)
H. R. E. Davidson (1964) pravi, da »prvotne oblike mita o stvarjenju na severu ni lahko določiti. Snorri je poznal vsaj tri ločene pripovedi.«(str.198)

### Tuisto, vzporednice in praindoevropska religija
Rimski zgodovinar Tacit je v 1. stoletju n. št. v svoji etnografiji Germania zapisal, da germanska ljudstva pojejo pesmi o prvobitnem bogu, ki se je rodil iz zemlje, imenovanem Tuisto, in da je bil roditelj germanskih ljudstev. Tuisto je latinizirana oblika pragermanskega teonima, ki je predmet razprave. Nekateri znanstveniki so na podlagi zgodovinskega jezikoslovja Tuisto povezali s pragermanskim teonimom *Tiwaz, drugi pa so trdili, da se ime nanaša na »dvospolno« ali hermafroditno bitje (primerjaj starošvedsko tvistra, kar pomeni »ločeno«). Slednja etimologija je učenjake vodila k povezavi z Ymirjem tako na jezikovni kot mitografski podlagi.(str.199)
S pomočjo zgodovinskega jezikoslovja in primerjalne mitologije so znanstveniki povezali Ymirja z drugimi prvobitnimi, včasih hermafroditnimi ali dvospolnimi bitji v drugih indoevropskih mitologijah in rekonstruirali elemente praindoevropske kozmološke razčlenitve. Znanstvenika D. Q. Adams in J. P. Mallory ob navedbi Ymirja kot glavnega primera ugotavljata, da je »v središču [praindoevropskega] kozmogonskega mita razkosanje božanskega bitja – antropomorfnega ali govejega – in nastanek vesolja iz različnih elementov«. Drugi navedeni primeri vključujejo vrhunski konec staroirske pesmiTáin Bó Cúailnge, kjer je razkosan bik, ki sestavlja irsko geografijo, in očitno pokristjanjene oblike mita, ki jih najdemo v staroruski pesmi Knjiga golobov (Голубиная книга), Frizijskem zakoniku Emsig in irskem rokopisu BM MS 4783, folio 7a. Drugi navedeni primeri so Ovidijeve latinske Metamorfoze iz 1. stoletja pred našim štetjem do 1. stoletja našega štetja, v katerih je opisano, kako brada in lasje boga Atlanta postanejo gozdovi, njegove kosti kamen, roke gorski grebeni in tako naprej; srednjeperzijski Škend Gumānīg Wizār iz 9. stoletja našega štetja, v katerem koža zlobnega bitja Kūnī postane nebo, iz njegovega mesa nastane zemlja, iz njegovih kosti gore in iz njegovih las rastline; in staroindijska Puruša Sukta iz Rigvede iz 10. stoletja pred našim štetjem, ki opisuje razkosanje pračloveka Puruša; iz njegovih oči nastane sonce, iz njegovih ust ogenj, iz njegovega diha veter, iz njegovih nog zemlja in tako naprej. Med ohranjenimi viri Adams in Mallory povzemata, da so »najpogostejše korelacije ali bolje rečeno izpeljave naslednje: meso = zemlja, kosti = kamen, kri = voda (morje itd. ), oči = sonce, um = luna, možgani = oblak, glava = nebo, dih = veter«.(str.129)
Adams in Mallory pišeta, da je »tako v kozmogoničnem mitu kot v njegovem temeljnem elementu eden osrednjih vidikov pojem žrtvovanja (brata, velikana, goveda itd. ). Razmerje med žrtvovanjem in kozmogonijo ni bilo le razmerje med prvobitnim dogodkom, ampak bi lahko celotno žrtvovanje pri Indoevropejcih razumeli kot ponovno ustvarjanje vesolja, kjer se elementi nenehno reciklirajo . . . Žrtvovanje tako predstavlja ustvarjalno uprizoritev prvotnega kozmičnega razkosanja žrtve in pomaga vrniti materialne stvari v svet.«(str.130)

### Drugo
Davidson nadalje povezuje pripovedi o jötunnovih Thjazijevih očeh, ki jih je Odin vrgel v nebo, in o zamrznjenem Aurvandilovem prstu, ki ga je bog Thor vrgel v nebo; v prvem primeru so oči postale zvezde, v drugem pa je prst postal zvezda, znana kot »Aurvandilov prst«. Davidson pravi, da so »ti miti očitno povezani z imeni ozvezdij, nenavadna omemba zamrznjenega prsta pa nakazuje, da obstaja nekakšna povezava z legendo o stvarjenju velikana, ki se je pojavil iz ledu«.(str.199–200)